# Trebra (Hohenstein)
Trebra ist ein Ortsteil der Gemeinde Hohenstein im Landkreis Nordhausen in Thüringen.

## Geografie
Das Haufendorf Trebra liegt in einer Senke des Trebraer Dorfbachs an der Landesstraße 2062. Der südliche Nachbar ist Kleinbodungen, nordöstlich liegt der Wasserspeicher sowie die Ortschaft Schiedungen. Der Ort liegt in der südlichen Vorharzlandschaft, zwischen Waldgebieten südlich und südöstlich des Dorfes, sowie Feldern und Weiden. Von jeder Himmelsrichtung ist bei einer Ankunft in den Ort der fünfseitige Kirchturm zu sehen.

## Geschichte
Der Name Trebra ist wohl althochdeutschen Ursprungs.
Am 22. August 1291 wurde der Ort erstmals urkundlich erwähnt. Die Kirche wurde um 1700 gebaut. Die Freiwillige Feuerwehr wurde 1873, der Männergesangsverein 1876 gegründet.
Trebra wurde am 10. April 1945 von US-Truppen besetzt. Durch vorausgegangenen Artillerie-Beschuss wurden 32 Gebäude des Dorfes in Brand gesetzt. Ein anlaufender Jagdbomberangriff konnte durch den Bauern Riedel mit Zeigen eines weißen Betttuchs abgewendet werden. Davor war noch ein Wehrmachtstross mit Pferdegespannen auf der Straße zwischen Trebra und Epschenrode zusammengeschossen worden.
Anfang Juli 1945 folgte die Besetzung durch die Rote Armee und damit die Eingliederung in die sowjetische Besatzungszone. In den 1950er Jahren wurde die Zwangskollektivierung der Landwirtschaft vollzogen.
Die einstmals eigenständige Gemeinde Trebra gehörte von 1991 bis 1996 der Verwaltungsgemeinschaft Grenzland an. Mit der Auflösung dieser am 17. Oktober 1996 wurden die Mitgliedsgemeinden zur Gemeinde Hohenstein zusammengeschlossen.
Der Ort zählt jetzt 365 Einwohner.

## Sehenswürdigkeiten
- Kirche St. Nicolai: denkmalgeschützt und erbaut im Jahre 1700. Sie hat einen charakteristischen, fünfseitigen und sehr hohen Turm. Im Inneren befinden sich ein Kanzelaltar, ein barocker Taufengel sowie ein Opferstock von 1683.
- Pfarrhaus in Fachwerkbauweise
- Kriegerdenkmal (Erster Weltkrieg 1914–1918)
- Friedenseiche von 1871
- Ziehbrunnen
- Weiträumiger, zentraler Dorfplatz, an dem die genannten Sehenswürdigkeiten stehen

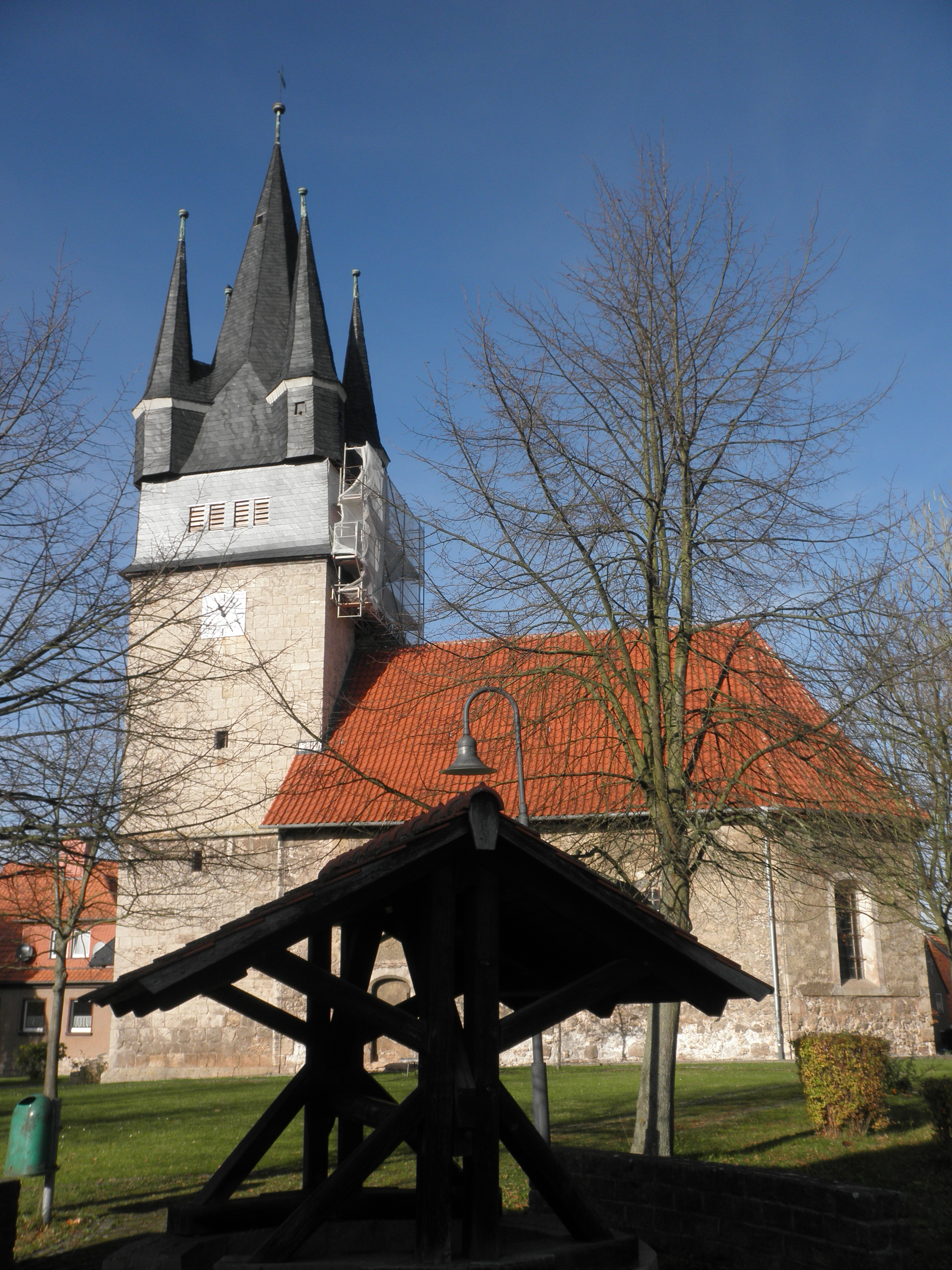
Kirche und Ziehbrunnen (im Vordergrund)
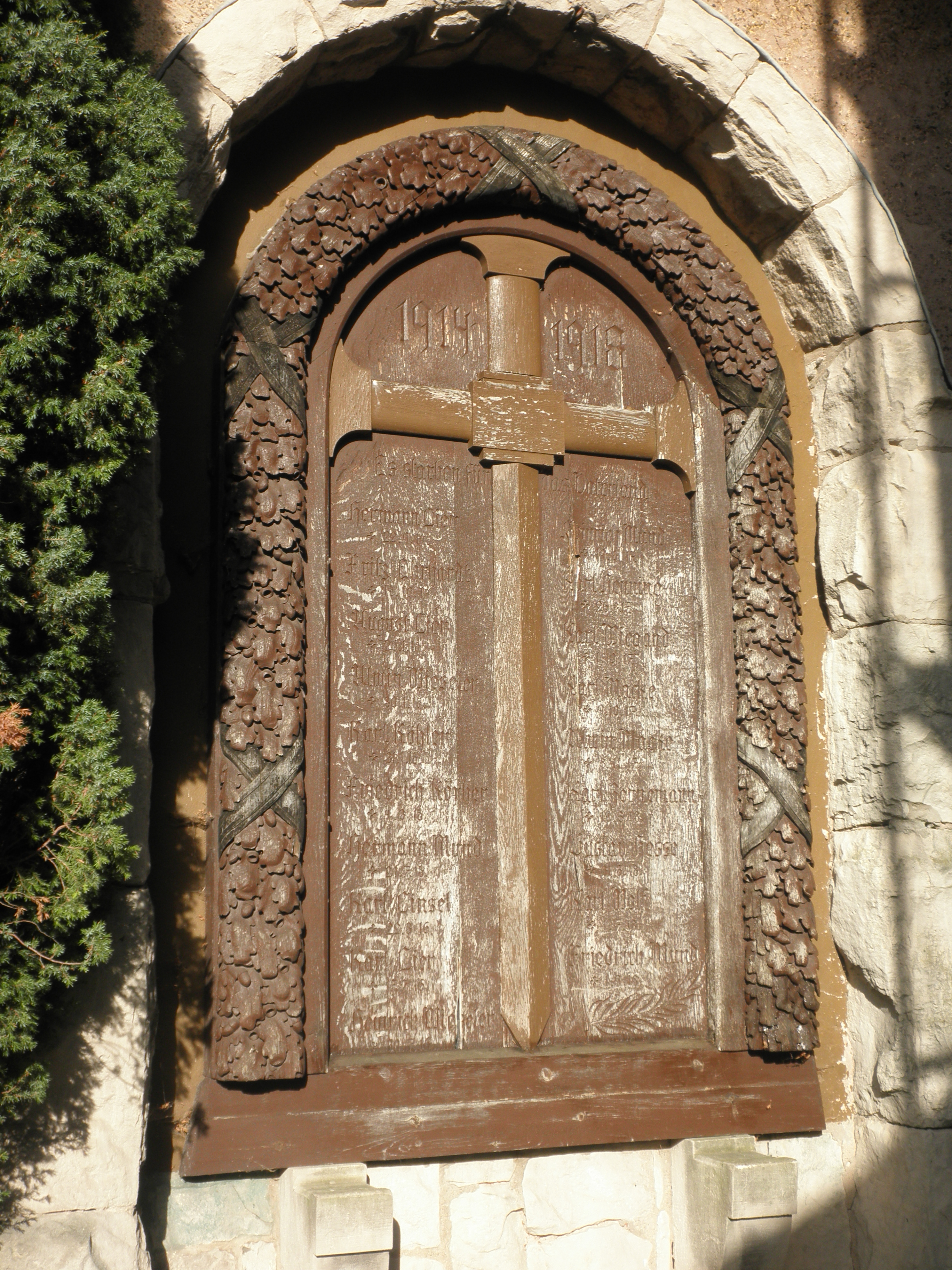
Kriegerdenkmal in Trebra
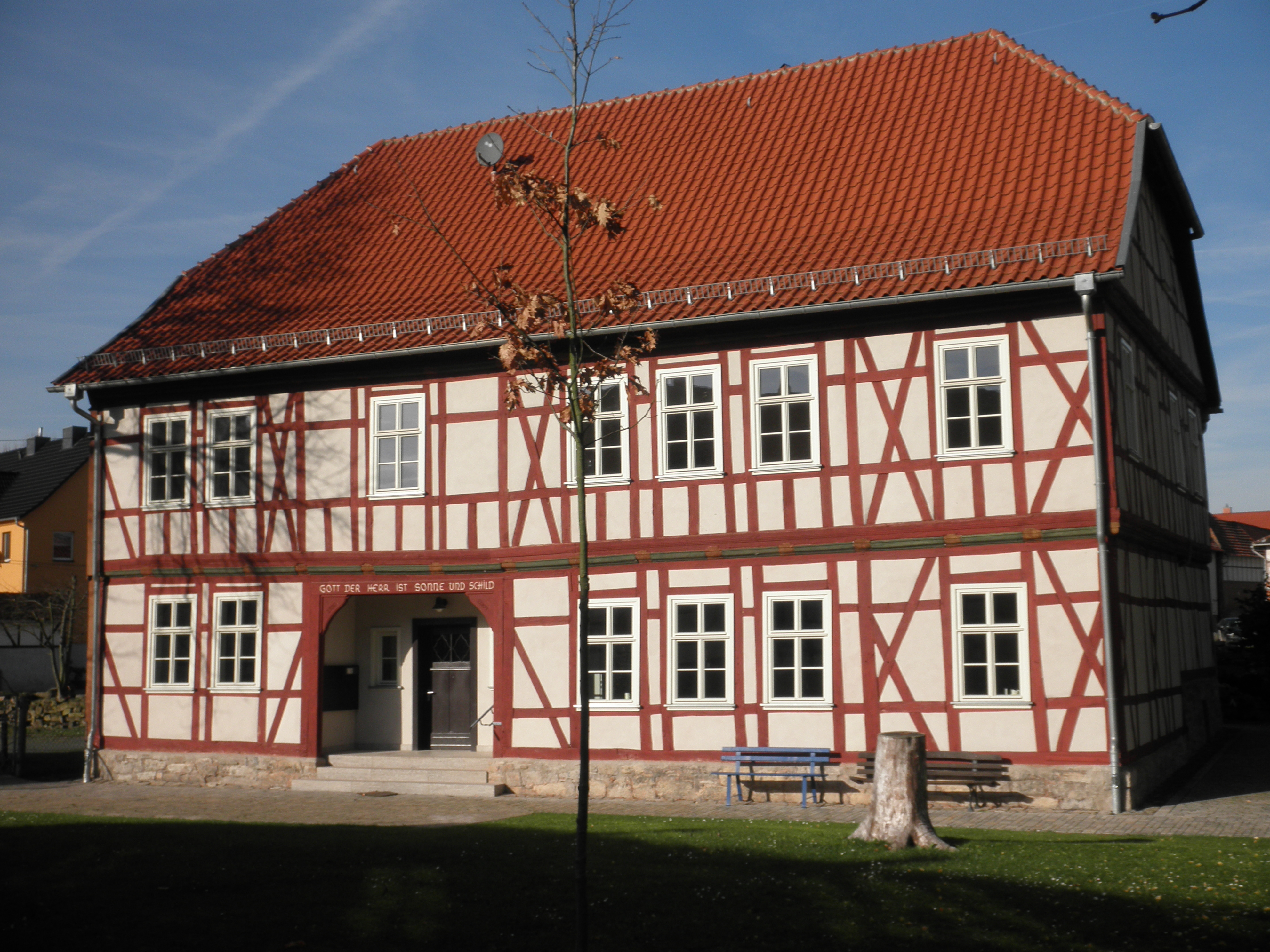
Pfarrhaus in Trebra
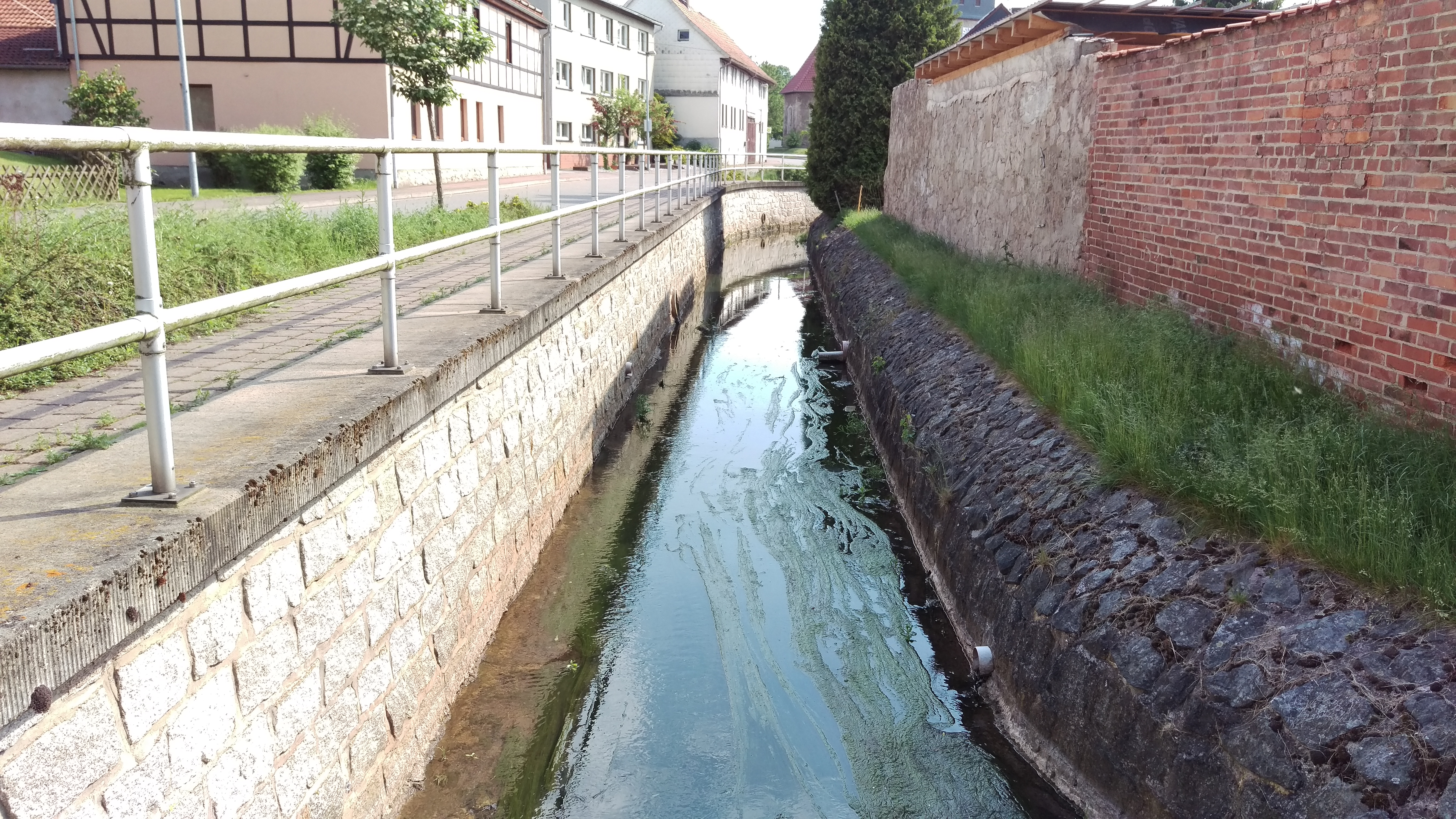
Dorfbach in Trebra
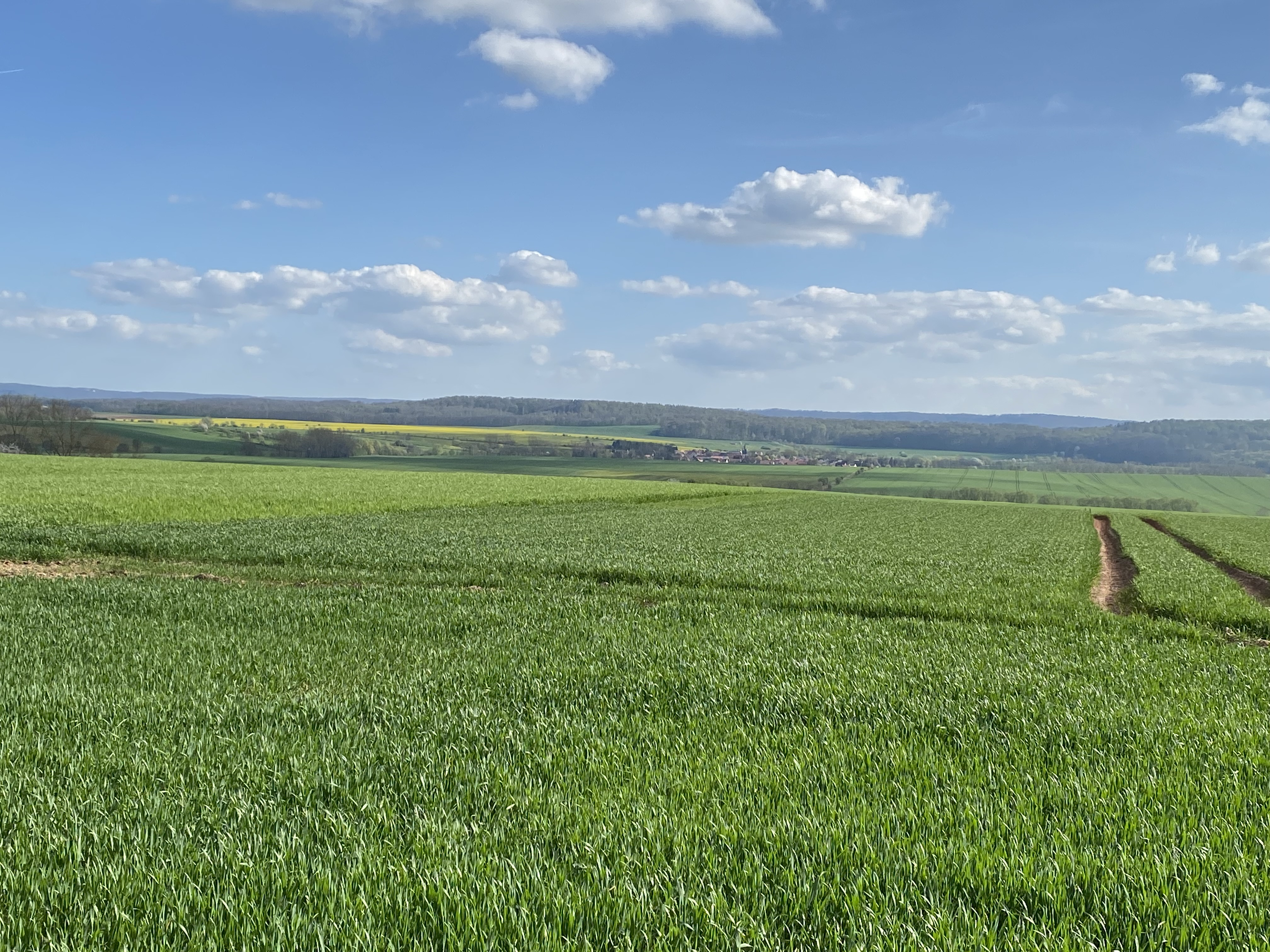
Blick auf Trebra (Hohenstein)